# Internazionali d'Italia 1961
Gli Internazionali d'Italia 1961 sono stati un torneo di tennis giocato sulla terra rossa. È stata la 18ª edizione degli Internazionali d'Italia. Sia il torneo maschile che quello femminile si sono giocati a Torino, in occasione della ricorrenza del 100º anniversario dell'Unità d'Italia.

## Campioni

### Singolare maschile
Nicola Pietrangeli ha battuto in finale  Rod Laver con il punteggio di 6–8, 6–1, 6–1, 6–2

### Singolare femminile
Maria Bueno  ha battuto in finale  Lesley Turner 8–6, 5–7, 6–4

### Doppio maschile
Neale Fraser /  Roy Emerson  hanno battuto in finale   Nicola Pietrangeli /  Orlando Sirola con il punteggio di 6–2, 6–4, 11-9

### Doppio femminile
Jan Lehane /  Lesley Turner  hanno battuto in finale  Mary Carter Reitano / Margareth Smith  2–6, 6–1, 6–1

### Doppio misto
Margareth Smith /  Roy Emerson  hanno battuto in finale  Jan Lehane / Bob Hewitt  6–1, 6–1